# 가즈라키노 다카누카히메
가즈라키노다카누카히메(일본어: 葛城高顙媛 ?~?)은 다지마히다카의 딸이다. 가이카 천황의 현손인 오키나가노스쿠네노미코토와 결혼하여 딸 진구 황후를 낳았다.

## 가계
- 아메노히보코(천일창)
  - 但馬諸助,또는 청언(淸彦, 但馬淸彦)
    - 多遅摩比那良岐
      - 부:다지마히다카(多遅摩比多訶)
        - 남편:오키나가노스쿠네노미코토
          - 딸:진구 황후?